# Kerkrader Platt
Das Kerkrader Platt ist eine Variante des Ripuarischen, die in Kerkrade und Herzogenrath gesprochen wird.
Kerkrade in den Niederlanden und Herzogenrath in Deutschland bilden eine ineinander übergehende Doppelstadt in der Nähe von Aachen.
Das Kerkrader Platt nennt sich selbst Kirchröadsj.

## Beispiele
Ripuarisch im Kerkrader Platt (Kirchräötsj): (NL-D: oe=u, ie=i, z=s, i=ì, uu=ü, eë=ae, ui=~ei, u=è, sj=sch)
- Wie d'r opa d'r janse nommedaag in d'r jaad hauw jebutteld en óp heem aa wool joa, zoog heë dat d'r klinge al an 't pöatsje óp hem sjtong tse wade.
- Dat dong deë wie zoenne truie Emiel jiddes kier, den e wós, dat heë dan wie jewend e lekker eppelsje oes de mangel kroog.
- 'Mensje broechet dan óch nit noa heem tse lofe, den e woeët bij d'r opa hingenóp de fiets heem aafjezatsd.
- Vuur 't Èse hoosj 't da waal ummer ieësj óprümme, sjun henker wèsje en beëne alier de middaag woeët ópjedusjd.
- 't Woar inne jemekkelieje jas, den al wat de mam 'm vuurzats oos heë, va sjlaat en sjpienaat, sjapeng en wölle boeëne bis kómpes of knöpjer.
- E hauw evvel óch e jód kaoshoes, den de mam dong ziech ummer vöal muite en sjtong sjtondelank in kuche an de ferneus tse reure.
- E hool va hatslieg en va zus, va tsoep, tsaus, jreuns, eëpel, vleesj en visj en óch 't kumpsje boeddieng loos heë zich jód sjmaache.
- Zieng eldere woare zier tsevreie, den d'r jong veuret zich in sjoeël jód óp, en in de vrij tsiet sjpieëlet heë mit nette vrunker.
- E woar óch bij de moezziek, sjpillet al e net sjtuks-je óp de fiengelieng en bij d'r voesbal woar heë inne duchtieje reëts-oes.
- Sjpieëder zouw deë 't besjtimd nog wied bringe, dat menete de meestere, de famillieë, en alle bekankde die mit 'm verkierete.